# Sopajärvi
Sopajärvi – wieś w Finlandii, w rejonie Uusimaa, w gminie Myrskylä.